# Alles is gezegend
Alles is gezegend is een nummer van de Nederlandse rapper Typhoon uit 2020, in samenwerking met de Nederlandse rapper Freez. Het is de tweede single van zijn vierde studioalbum Lichthuis.
In het nummer kijkt Typhoon terug op de burn-out waar hij in 2018 mee te maken kreeg. Terwijl hij in een diepe crisis terechtkwam, leerde hij accepteren dat hij niet perfect hoeft te zijn en hoe belangrijk het is om aandacht te geven aan de lichtpunten in het leven. De tekst straalt dankbaarheid en vertrouwen uit, ook bevat het veel dubbele bodems en subtiele verwijzingen naar Typhoon zijn christelijke geloof en levensbeschouwing.
Het nummer kent een ander geluid dan eerdere nummers van Typhoon. De muziek is puurder en er is ruimte gemaakt voor instrumenten als de saxofoon en de piano. Het lied wordt versterkt door het koortje dat meezingt op de achtergrond. In Nederland was het nummer met een 20e positie in de Tipparade echter niet heel succesvol. In Vlaanderen had een versie met de Belgische rappers Tourist LeMC en Brihang wel succes met een 23e positie in de Tipparade.